# Les Propriétaires de Reigate
Les Propriétaires de Reigate (The Adventure of the Reigate Squire en version originale), est l'une des cinquante-six nouvelles d'Arthur Conan Doyle mettant en scène le détective Sherlock Holmes. Elle est parue pour la première fois dans la revue britannique Strand Magazine en juin 1893, avant d'être regroupée avec d'autres nouvelles dans le recueil Les Mémoires de Sherlock Holmes (The Memoirs of Sherlock Holmes).

## Résumé
Watson emmène Holmes dans le domaine d'un ami près de Reigate, dans le Surrey, pour qu'il se repose après une affaire épuisante en France. Leur hôte est le Colonel Hayter. Récemment, il y a eu un cambriolage dans la propriété voisine des Acton, où les voleurs ont dérobé des objets disparates, sans grande valeur, comme une pelote de ficelle. Puis, un matin, le majordome du Colonel rapporte le meurtre de William Kirwan, le cocher du domaine des Cunningham. L’inspecteur Forrester dirige l’enquête, et un indice physique est retrouvé : un morceau de papier déchiré dans la main de William avec quelques mots, notamment « à onze heures trois quarts... apprendrez... beaucoup... utile. », qui correspond à l’heure du meurtre. Holmes s’intéresse immédiatement à cette note.
On apprend vite qu’il existe un litige de longue date entre les Acton et les Cunningham concernant la propriété d’une partie du domaine, actuellement aux mains des Cunningham. Holmes interroge les deux hommes de la famille, le jeune Alec et son père âgé. Alec prétend avoir vu le cambrioleur se battre avec William, jusqu’à ce qu’un coup de feu parte et tue le cocher, après quoi le cambrioleur s’enfuit par une haie. Le père d'Alec affirme quant à lui qu’il était dans sa chambre en train de fumer, tandis qu’Alec assure qu’il était également éveillé.
Holmes pense que la clé de l’affaire se trouve dans la partie manquante de la note trouvée dans la main de William. Il suppose que le meurtrier l’a arrachée des mains du cocher sans se rendre compte qu’un fragment y restait. Malheureusement, ni la police ni Holmes ne peuvent obtenir d’informations de la mère de William, trop âgée, sourde, et un peu simple d'esprit.
Holmes, apparemment encore convalescent, est atteint d'une crise devant Alec Cunningham qui avait l'air de se moquer du peu d'indice qu'ils ont. Cette crise arrive au moment où Forrester est sur le point de mentionner le papier déchiré aux Cunningham et mais la conversation se poursuit sans qu'il ait pu le faire. Plus tard, Holmes fait remarquer qu’il est étrange qu’un cambrioleur s’introduise chez les Cunningham alors qu’ils étaient éveillés et avaient de la lumière. Holmes conseille ensuite de faire paraître une annonce promettant une récompense à qui trouvera les cambrioleurs mais se trompe dans l'heure du meurtre. Cette erreur amuse beaucoup Alec Cunningham et son père la corrige en modifiant l'annonce. 
Insistant pour fouiller les chambres des Cunningham, malgré leurs protestations, Holmes visite la chambre d’Alec puis celle de son père, où il fait exprès de renverser une petite table, envoyant des oranges et une carafe d’eau par terre. Les autres, tournés ailleurs, ne voient pas l’action et Holmes laisse entendre que c’est la maladresse de Watson. Watson joue le jeu et ramasse les oranges.
Tous remarquent alors l’absence de Holmes dans la pièce et Alec et son père se précipite dans l'autre chambre pour aller voir ce qu'il fait Holmes. Des cris de « Au secours ! A l’assassin ! » retentissent. Watson reconnaît la voix de son ami et, avec Forrester, se précipite dans la chambre d’Alec, où ils trouvent celui-ci tentant d’étrangler Holmes, tandis que le père de celui-ci semble lui tordre le poignet. Les Cunningham sont rapidement maîtrisés, et Holmes ordonne à Forrester de les arrêter pour le meurtre de William Kirwan. Forrester pense d’abord que Holmes est fou, mais ce dernier attire son attention sur leur expression coupable. Après qu'un revolver est saisi dans la main d’Alec, les deux sont arrêtés, le pistolet correspondant à l’arme du meurtre.

Holmes a trouvé la suite de la note dans la poche du peignoir d’Alec. Elle dit :
Si tu viens à midi moins le quart à la porte est, tu apprendras quelque chose qui te surprendra beaucoup et pourra peut-être t’être d’un grand service ainsi qu’à Annie Morrison. Mais ne dis rien à personne.
Holmes, expert en analyse d'écriture, a découvert que le message avait été rédigé par deux hommes, chacun écrivant un mot sur deux. Il a observé qu'un homme était jeune, l’autre plus âgé, et qu’ils étaient apparentés, menant Holmes à conclure que les Cunningham ont écrit la lettre. Il a aussi vu que l’histoire des Cunningham était fausse, car le corps de William ne portait aucune trace de poudre, prouvant qu'il n’a pas été tué à bout portant. De plus, l’itinéraire de fuite supposé passe par un fossé boueux qui ne montre aucune trace de pas. Holmes avait simulé sa crise pour empêcher l'inspecteur de révéler l'existence de la note pour éviter que les Cunningham ne tentent de détruire la partie manquante de la note et avait délibérément fait une erreur dans l’annonce pour pousser le père Cunningham à écrire le mot « onze » de sa propre main, afin de le comparer au fragment de note.
Après son arrestation, le père Cunningham avoue tout. William avait suivi ses deux employeurs lorsqu’ils s’étaient introduits dans le domaine des Acton, cherchant des documents juridiques en faveur de la revendication de M. Acton, qu’ils n'ont pas trouvés. William a alors tenté de faire chanter ses employeurs, ignorant qu’Alec serait prêt à tout pour le faire taire. Ils ont ainsi utilisé la récente vague de cambriolages comme couverture pour se débarrasser de lui.

## Livre audio en français
- Arthur Conan Doyle, Les Propriétaires de Reigate [« The Adventure of the Reigate Squire »], Paris, La Compagnie du Savoir, coll. « Les enquêtes de Sherlock Holmes », 2011 (OCLC 774062602, BNF 42478197)Narrateur : Cyril Deguillen ; support : 1 disque compact audio ; durée : 49 min environ ; référence éditeur : La Compagnie du Savoir CDS079. Le nom du traducteur n'est pas indiqué.